# Affaire des empoisonneuses de Marseille
L'affaire des empoisonneuses de Marseille est une affaire criminelle ayant eu lieu en 1868 dans le quartier du Panier à Marseille. Trois femmes furent condamnées à perpétuité pour avoir empoisonné leurs maris sous l'influence d'une tireuse de cartes, Fanny Lambert, et d'un herboriste spiritiste, Jean-François Joye.

## Les faits
Le 28 août 1868, Barthélémy Marino, maçon, vient faire une déposition au commissariat en signalant que Marie Autran, Rosine Salvago et Joséphine Duguet ont assassiné leur maris respectifs en les empoisonnant,,,,. Il remet aux policiers un échantillon du poison, constitué de feuilles de belladone et de poudre d'arsenic. Il indique que les trois femmes ont bénéficié de l'aide d'une tireuse de carte, Fanny Lambert dite Lamberte, qui les a mises en relation avec un herboriste qui s'adonne au spiritisme, Jean-François Joye. On demande évidemment à Marino comment il a eu connaissance de ces faits. 
Le 20 août, Fanny Lambert est à la recherche de la femme de Barthélémy Marino, Miette Marino, bouquetière sur le cours Saint-Louis. Ne la trouvant pas, elle s'adresse alors à Angélique Jourdan, qui vend aussi des fleurs dans un pavillon situé jouxtant celui de Miette. Fanny Lambert demande à Angélique Jourdan de prévenir Miette Marino de rester sur ses gardes car la maîtresse de son mari veut l'empoisonner. 
Miette Marino est bouleversée par le message et avertit son mari. Celui-ci décide d’enquêter et se rend chez sa maîtresse, Marie Autran, récemment devenue veuve. Il en est l'amant depuis deux ans. Elle nie tout, mais affirme être en relation avec Jean-François Joye pour une affaire d'achat de buvette. Barthélémy Marino se rend alors chez Jean-François Joye l'herboriste pour le questionner. Il lui dit qu'il est au courant de l'empoisonnement d'Antoine Ville, le défunt mari de Marie Autran, et lui indique qu'il est l'amant de cette dernière. Il prétend vouloir désormais que le sorcier herboriste le débarrasse de sa propre femme afin de pouvoir vivre avec Marie Autran sans obstacles. Il lui indique être le mari de Miette Marino. Joye explique alors que le mari de Marie Autran a été traité par Fanny Lambert qui lui a administré un poison. Comme elle n'est pas parvenue à le tuer, elle est venue demander son aide ; il lui aurait alors fourni un poison sous forme d'une poudre blanche afin de l'achever. Jean-François Joye promet à Barthélémy Marino de l'aider et lui propose de venir lui livrer le poison chez sa maîtresse Marie Autran,,. 
Retournant voir sa maîtresse Marie Autran, Marino la somme de dire la vérité en lui indiquant qu'il a vu Joye. Marie Autran reconnaît alors, non seulement ses intentions meurtrières, mais également le fait qu'après avoir empoisonné sa femme, elle l'aurait empoisonné lui aussi s'il n'avait pas voulu par la suite rester en couple avec elle. Feignant encore de vouloir empoisonner sa femme, dans le seul but d’obtenir de Marie Autran les preuves de sa culpabilité, il prétend avoir cependant peur que le crime soit découvert : pour le rassurer, sa maîtresse lui cite deux autres cas d'empoisonnement pratiqués par Rosine Salvago et Joséphine Duguet. 
Lorsque Jean-François Joye vient livrer le poison, Barthélémy Marino le récupère et se rend directement au commissariat pour faire sa déposition. 
Le 29 août 1868 la police arrête Fanny Lambert, Jean-François Joye, Marie Autran (veuve d'Antoine Ville), Joséphine Duguet (veuve de Gabriel) et Rosine Salvago (veuve de Jean Salvago).

## Procès
Le procès s'ouvre le 4 décembre 1868 ; le 8 décembre 1868, les sentences sont prononcées. Jean-François Joye, Fanny Lambert, Marie Autran, et Joséphine Duguet — dont les avocats sont Gaston Crémieux et Félix Baret — sont condamnés aux travaux forcés à perpétuité et Rosine Salvago à 20 ans. Olive Marie, la mère de Joséphine Duguet, et Flayol sont acquittés.

## Postérité
L'affaire est reprise dans le livre Marseillaises, 26 siècles d'histoire ainsi que dans Les empoisonneurs : 13 affaires criminelles.